# Amalia di Sassonia-Coburgo-Koháry
Amalia di Sassonia-Coburgo-Gotha (in tedesco Marie Luise Franziska Amalie, Prinzessin von Sachsen-Coburg und Gotha, Herzogin zu Sachsen; Coburgo, 23 ottobre 1848 – Schwabing, 6 maggio 1894) nata principessa di Sassonia-Coburgo-Gotha e duchessa di Sassonia, divenne Duchessa in Baviera per matrimonio.

## Biografia
Amalia era la quartogenita del principe Augusto di Sassonia-Coburgo-Koháry e della principessa Clementina d'Orléans, figlia di Luigi Filippo di Francia. Suo fratello minore fu Ferdinando I di Bulgaria.

## Matrimonio
Fin dall'infanzia era stato deciso che Amalia sarebbe stata la fidanzata del principe Leopoldo di Baviera. Tuttavia, il duca Massimiliano Emanuele in Baviera, il figlio più giovane del duca Massimiliano Giuseppe in Baviera, e di sua moglie, la principessa Ludovica di Baviera, si innamorò di lei e confidò questo amore alla sorella Elisabetta, imperatrice d'Austria.
L'Imperatrice era determinata a garantire la felicità di suo fratello Massimiliano, e invitò Leopoldo per una visita a Gödöllő, dove c'era anche sua figlia: la quindicenne Gisella. Lì, Leopoldo venne a conoscenza che il suo matrimonio con Gisella sarebbe stato guardato con favore dall'imperatore Francesco Giuseppe. La tentazione di diventare genero dell'imperatore fu troppo forte per resistere, e Leopoldo si fidanzò con Gisella dopo solo pochi giorni, rompendo il precedente legame con Amalia.
Amalia sposò, il 20 settembre 1875, a Ebenthal, Massimiliano Emanuele di Baviera. Fu un matrimonio molto felice. Essi ebbero tre figli:
- Sigfrido Augusto Massimiliano Maria, duca in Baviera (1876–1952);
- Cristoforo Giuseppe Clemente Maria, duca in Baviera (1879–1963);
- Leopoldo Emanuele Ludovico Maria, duca in Baviera (1890–1973).

## Titoli e trattamento
- 23 ottobre 1848 – 20 settembre 1875: Sua Altezza Serenissima Principessa Amalia di Sassonia-Coburgo e Gotha, Duchessa di Sassonia
- 20 settembre 1875 – 6 maggio 1894: Sua Altezza Reale Duchessa Amalia in Baviera, Principessa di Sassonia-Coburgo e Gotha, Duchessa di Sassonia

## Ascendenza
|                                                 |                                  |                                             | Genitori                                            |  |  | Nonni |  |  | Bisnonni                                     |  |  | Trisnonni                                           |  |
|                                                 |                                  |                                             |                                                     |  |  |       |  |  | Francesco, Duca di Sassonia-Coburgo-Saalfeld |  |  | Ernesto Federico, Duca di Sassonia-Coburgo-Saalfeld |  |
|                                                 |                                  |                                             |                                                     |  |  |       |  |  | Francesco, Duca di Sassonia-Coburgo-Saalfeld |  |  | Ernesto Federico, Duca di Sassonia-Coburgo-Saalfeld |  |
|                                                 |                                  | Sofia Antonia di Brunswick-Wolfenbüttel     |                                                     |  |  |       |  |  | Francesco, Duca di Sassonia-Coburgo-Saalfeld |  |  |                                                     |  |
| Principe Ferdinando di Sassonia-Coburgo e Gotha |                                  |                                             |                                                     |  |  |       |  |  | Francesco, Duca di Sassonia-Coburgo-Saalfeld |  |  |                                                     |  |
|                                                 |                                  | Augusta di Reuss-Ebersdorf                  | Enrico XXIV, Conte Reuss di Ebersdorf               |  |  |       |  |  |                                              |  |  |                                                     |  |
|                                                 |                                  | Augusta di Reuss-Ebersdorf                  | Enrico XXIV, Conte Reuss di Ebersdorf               |  |  |       |  |  |                                              |  |  |                                                     |  |
|                                                 |                                  | Augusta di Reuss-Ebersdorf                  | Carolina Ernestina di Erbach-Schönberg              |  |  |       |  |  |                                              |  |  |                                                     |  |
| Principe Augusto di Sassonia-Coburgo e Gotha    |                                  | Augusta di Reuss-Ebersdorf                  |                                                     |  |  |       |  |  |                                              |  |  |                                                     |  |
|                                                 |                                  | Ferenc József di Koháry                     | Ignaz Koháry de Csábrág                             |  |  |       |  |  |                                              |  |  |                                                     |  |
|                                                 |                                  | Ferenc József di Koháry                     | Ignaz Koháry de Csábrág                             |  |  |       |  |  |                                              |  |  |                                                     |  |
|                                                 |                                  | Ferenc József di Koháry                     | Maria Anna von Cavriani                             |  |  |       |  |  |                                              |  |  |                                                     |  |
| Maria Antonia di Koháry                         |                                  | Ferenc József di Koháry                     |                                                     |  |  |       |  |  |                                              |  |  |                                                     |  |
|                                                 |                                  | Maria Antonia di Waldstein-Wartenberg       | Giorgio Cristiano, Conte di Waldstein-Wartenberg    |  |  |       |  |  |                                              |  |  |                                                     |  |
|                                                 |                                  | Maria Antonia di Waldstein-Wartenberg       | Giorgio Cristiano, Conte di Waldstein-Wartenberg    |  |  |       |  |  |                                              |  |  |                                                     |  |
|                                                 |                                  | Maria Antonia di Waldstein-Wartenberg       | Contessa Elisabeth Ulfeldt                          |  |  |       |  |  |                                              |  |  |                                                     |  |
| Principessa Amalia di Sassonia-Coburgo e Gotha  |                                  | Maria Antonia di Waldstein-Wartenberg       |                                                     |  |  |       |  |  |                                              |  |  |                                                     |  |
|                                                 | Luigi Filippo II, Duca d'Orléans | Luigi Filippo I, Duca d'Orléans             |                                                     |  |  |       |  |  |                                              |  |  |                                                     |  |
|                                                 | Luigi Filippo II, Duca d'Orléans | Luigi Filippo I, Duca d'Orléans             |                                                     |  |  |       |  |  |                                              |  |  |                                                     |  |
|                                                 | Luigi Filippo II, Duca d'Orléans | Principessa Luisa Enrichetta di Borbone     |                                                     |  |  |       |  |  |                                              |  |  |                                                     |  |
| Luigi Filippo I, Re dei Francesi                | Luigi Filippo II, Duca d'Orléans |                                             |                                                     |  |  |       |  |  |                                              |  |  |                                                     |  |
|                                                 |                                  | Principessa Luisa Maria Adelaide di Borbone | Luigi Giovanni Maria di Borbone, Duca di Penthièvre |  |  |       |  |  |                                              |  |  |                                                     |  |
|                                                 |                                  | Principessa Luisa Maria Adelaide di Borbone | Luigi Giovanni Maria di Borbone, Duca di Penthièvre |  |  |       |  |  |                                              |  |  |                                                     |  |
|                                                 |                                  | Principessa Luisa Maria Adelaide di Borbone | Principessa Maria Teresa di Modena                  |  |  |       |  |  |                                              |  |  |                                                     |  |
| Principessa Clementina d'Orléans                |                                  | Principessa Luisa Maria Adelaide di Borbone |                                                     |  |  |       |  |  |                                              |  |  |                                                     |  |
|                                                 |                                  | Ferdinando I delle Due Sicilie              | Carlo III di Spagna                                 |  |  |       |  |  |                                              |  |  |                                                     |  |
|                                                 |                                  | Ferdinando I delle Due Sicilie              | Carlo III di Spagna                                 |  |  |       |  |  |                                              |  |  |                                                     |  |
|                                                 |                                  | Ferdinando I delle Due Sicilie              | Principessa Maria Amalia di Sassonia                |  |  |       |  |  |                                              |  |  |                                                     |  |
| Maria Amalia di Borbone-Due Sicilie             |                                  | Ferdinando I delle Due Sicilie              |                                                     |  |  |       |  |  |                                              |  |  |                                                     |  |
|                                                 |                                  | Arciduchessa Maria Carolina d'Austria       | Francesco I, Sacro Romano Imperatore                |  |  |       |  |  |                                              |  |  |                                                     |  |
|                                                 |                                  | Arciduchessa Maria Carolina d'Austria       | Francesco I, Sacro Romano Imperatore                |  |  |       |  |  |                                              |  |  |                                                     |  |
|                                                 |                                  | Arciduchessa Maria Carolina d'Austria       | Maria Teresa d'Austria                              |  |  |       |  |  |                                              |  |  |                                                     |  |
|                                                 |                                  | Arciduchessa Maria Carolina d'Austria       |                                                     |  |  |       |  |  |                                              |  |  |                                                     |  |